# Barcouço
Barcouço es una freguesia portuguesa del concelho de Mealhada, con 21,39 km² de superficie y 2.147 habitantes (2001). Su densidad de población es de 100,4 hab/km².